# Laraha (Bigarade)
Espèce
Laraha est un cultivar de bigarade (Citrus aurantium) et dont le zeste sec est utilisé pour aromatiser la liqueur Curaçao et produite sur l'ile éponyme.

## Dénomination
Laraha pourrait être dérivé du portugais laranja (orange). Curaçao était le nom donné aux zestes d'orange amère employés en pharmacie comme tonique et qui permettait de marquer le gout des médicaments. 
Citrus aurantium var. currassuviencis n'est pas admis dans la nomenclature. La collection INRA-Cirad répartorie une SRA 845 Bigarade Curaçao, Citrus aurantium L., c'est sous ce nom que certains pépiniéristes la diffuse.  

## Histoire
Selon les sources, la bigarade aurait été introduite sur l'Ile en 1527 où la peau séchée aurait été produite. Vers 1800 la Lahaja fut associée à la liqueur de Curaçao. 
Une légende veut que les espagnols aient planté des oranges douces commune (orange Valencia) qui sous l'influence du climat auraient donné des fruits très amères, mutant en une espèce nouvelle C. aurantium currassuviencis. Or l'orange douce et la bigarade s'adaptent aux climats tropicaux, Auguste Chevalier décrit les fruits sucrés (et verts) d'oranger doux en zone équatoriale. Citrus aurantium var. currassuviencis serait une variété de bigarade selon Maarten Houttuyn ou une des nombreuses bigarades de semis.  
Comme l'écrit Gustavo Niederlein l'écorce de la bigarade est communément utilisée pour préparer des ratafias, cette tradition remonterait à 1722. Citrus × aurantium subsp. currassuviencis fait sans justification l'hypothèse improbable d'une spéciation. 

## Utilisation
Les Néerlandais fabriquaient le Curaçao (triple-sec) à partir des zestes d'oranges de Curaçao. L'habitude de la colorer en bleu est tardive. Les oranges de Curaçao sont rares, les liquoristes produisent le Curaçao avec diverses bigarades caraïbes ou non, assemblées selon leurs gouts, en effet le nom de la liqueur n'est pas lié à l'origine des bigarades. Traditionnellement on distillait à Amsterdam les zestes d'orange desséchés de Curaçao avec de l'alcool avant de les mélanger à un sirop.
Escoffier donne les Fraises Romanoff. «Grosses fraises macérées avec suc d'orange et Curaçao. Couvrir crème Chantilly» (1928). Le curaçao parfume les pâtisseries, entre dans la sauce des crêpes Suzette avec les zestes râpés.

### Anthologie
- Tante Rosalie. L'Echo des Montagnes du 19 mai 1895[21]

« Le curaçao est, bien entendu, un curaçao de ménage. Je n’ai pas la prétention de le comparer aux liqueurs renommées désignées sous ce nom; mais il est néanmoins très bon,...  Vous achetez 125 grammes d’écorce d’orange amère sèche, vous mettez infuser dans un litre d’eau-de-vie pendant deux semaines. Au bout de ce temps, vous ajoutez 750 grammes de sucre candi que vous avez préalablement fait fondre dans un peu d’eau bouillante, vous mélangez bien l’eau-de-vie et le sucre, vous filtrez et il ne vous reste plus qu’à mettre en bouteille. Cette liqueur se bonifie en vieillissant, on peut donc en faire une petite provision sans crainte. »